# 北川辰彦
北川 辰彦（きたがわ たつひこ、1976年 - ）は、日本の声楽家、オペラ歌手である。妻は同じくオペラ歌手の澤村翔子。

## 来歴
1995年、東京都立狛江高等学校卒業、1999年、国立音楽大学声楽科卒業、2002年、同大学院修了
。
新国立劇場研修所第五期生修了
。

## 出演

### テレビ番組
- レシピ・アン〜音楽と料理で幸せのおもてなし〜（2012年10月 - 、BSフジ）